# المذاب (مناخة)
المذاب هي إحدى قرى عزلة بني اسحاق بمديرية مناخة التابعة لمحافظة صنعاء، بلغ تعداد سكانها 313 نسمة حسب تعداد اليمن لعام 2004.